# Conrad Vernon
Conrad Vernon IV (Lubbock, 11 luglio 1968) è un doppiatore, animatore, regista e sceneggiatore statunitense.

## Biografia
Conrad Vernon nasce l'11 luglio 1968 a Lubbock, Texas. Studia al California Institute of the Arts (CalArts) e inizia la sua carriera nell'industria dell'animazione come storyboard artist, lavorando a produzioni animate tra cui Fuga dal mondo dei sogni di Ralph Bakshi. Durante questo periodo, diresse anche il cortometraggio animato Morto the Magician, della durata di quattro minuti, scritto da Steve Martin.
Vernon inizia la sua carriera professionale nel 1991. Nel 1996 entra a far parte della DreamWorks, dove lavora come storyboard artist per Z la formica. Dopo il successo di questo primo lungometraggio, Vernon si unì al team di Shrek come sceneggiatore, contribuendo alla creazione del personaggio di Zenzy, che successivamente doppiò. Apparve inoltre in Shrek e vissero felici e contenti e Sinbad - La leggenda dei sette mari, prestando la sua voce a vari personaggi.
Nel giugno 2004 debuttò come regista di un lungometraggio con Shrek 2, film candidato all'Oscar. Vernon continuò a collaborare con la DreamWorks Animation, doppiando il personaggio di Mason, lo scimpanzé, nella serie Madagascar, in particolare in Madagascar, Madagascar 2 e Madagascar 3 - Ricercati in Europa, di cui fu anche regista. Riprese il ruolo di Mason nella serie televisiva omonima e doppiò Rico, uno dei pinguini, nello spin-off I pinguini di Madagascar.
Nel 2009, Vernon co-diresse con Rob Letterman il film d'animazione in 3D Mostri contro alieni, di cui fu anche co-sceneggiatore e interprete di alcune voci. Successivamente, nel 2016, collaborò con Greg Tiernan alla regia della commedia animata per adulti Sausage Party, basata su una storia di Seth Rogen, Evan Goldberg e Jonah Hill, contribuendo anche come doppiatore. Vernon e Tiernan co-produssero e co-diressero poi un adattamento animato de La famiglia Addams, distribuito nell'ottobre 2019. In questo film, Vernon prestò la voce a diversi personaggi, tra cui Lurch. Inizialmente previsto come co-regista con Greg Tiernan per il sequel La famiglia Addams 2, distribuito nell'ottobre 2021, Vernon non fu più coinvolto nella regia a partire dall'ottobre 2020, pur ricevendo comunque un credito come co-regista.
Nel 2017, Vernon fu scelto per dirigere un adattamento live-action de I pronipoti, basato su una sceneggiatura di Matt Lieberman, prodotto da Warner Bros. sotto la divisione Warner Animation Group.
Insieme a Walt Dohrn dirigerà Shrek 5, quinto capitolo della saga, in uscita nel 2026.

## Filmografia parziale

### Doppiatore

#### Cinema
- Shrek, regia di Andrew Adamson e Vicky Jenson (2001)
- Sinbad - La leggenda dei sette mari (Sinbad: Legend of the Seven Seas), regia di Patrick Gilmore e Tim Johnson (2003)
- Shrek 2, regia di Andrew Adamson, Kelly Asbury e Conrad Vernon (2004)
- Madagascar, regia di Eric Darnell e Tom McGrath (2005)
- Shrek terzo (Shrek the Third), regia di Chris Miller e Raman Hui (2007)
- Bee Movie, regia di Simon J. Smith e Steve Hickner (2007)
- Shrekkati per le feste - cortometraggio (2007)
- Madagascar 2 (Madagascar: Escape 2 Africa), regia di Eric Darnell e Tom McGrath (2008)
- Shrek e vissero felici e contenti (Shrek Forever After), regia di Mike Mitchell (2010)
- Kung Fu Panda 2, regia di Jennifer Yuh Nelson (2011)
- Il gatto con gli stivali (Puss in Boots), regia di Chris Miller (2011)
- Madagascar 3 - Ricercati in Europa (Madagascar 3: Europe's Most Wanted), regia di Eric Darnell, Tom McGrath e Conrad Vernon (2012)
- I pinguini di Madagascar (Penguins of Madagascar), regia di Eric Darnell e Simon J. Smith (2014) – Rico
- Sausage Party - Vita segreta di una salsiccia, regia di Greg Tiernan e Conrad Vernon (2016)
- Baby Boss (The Baby Boss), regia di Tom McGrath (2017)
- Emoji - Accendi le emozioni (The Emoji Movie), regia di Tony Leondis (2017)
- La famiglia Addams (The Addams Family), regia di Conrad Vernon e Greg Tiernan (2019)
- Tappo - Cucciolo in un mare di guai (Trouble), regia di Kevin Johnson (2019)
- La famiglia Addams 2 (The Addams Family 2), regia di Greg Tiernan, Laura Brousseau e Kevin Pavlovic (2021)
- Il gatto con gli stivali 2 - L'ultimo desiderio (Puss in Boots: The Last Wish), regia di Joel Crawford (2022)

#### Televisione
- I pinguini di Madagascar (The Penguins of Madagascar) – serie d'animazione, 34 episodi (2008-2012)

### Animatore
- Shrek, regia di Andrew Adamson e Vicky Jenson (2001)
- Shrek 2, regia di Andrew Adamson, Kelly Asbury e Conrad Vernon (2004)
- Madagascar, regia di Eric Darnell e Tom McGrath (2005)

### Sceneggiatore
- Shrek, regia di Andrew Adamson e Vicky Jenson (2001)
- Shrek 2, regia di Andrew Adamson, Kelly Asbury e Conrad Vernon (2004)

### Regista

#### Cortometraggi
- Morto the Magician (2001)

#### Lungometraggi
- Shrek 2, co-diretto con Andrew Adamson e Kelly Asbury (2004)
- Mostri contro alieni (Monsters vs. Aliens), co-diretto con Rob Letterman (2009)
- Madagascar 3 - Ricercati in Europa (Madagascar 3: Europe's Most Wanted), co-diretto con Eric Darnell e Tom McGrath (2012)
- Sausage Party - Vita segreta di una salsiccia (Sausage Party), co-regia con Greg Tiernan (2016)
- La famiglia Addams (The Addams Family), co-regia con Greg Tiernan (2019)

### Produttore
- Sausage Party - Vita segreta di una salsiccia (Sausage Party), regia di Greg Tiernan e Conrad Vernon (2016)
- La famiglia Addams (The Addams Family), regia di Conrad Vernon e Greg Tiernan (2019)
- La famiglia Addams 2 (The Addams Family 2), regia di Greg Tiernan, Laura Brousseau e Kevin Pavlovic (2021)